# Marquis Teague
Pour les articles homonymes, voir Teague.
Marquis Teague, né le 28 avril 1993 à Indianapolis, Indiana (États-Unis), est un joueur américain de basket-ball évoluant au poste de meneur. Il est le frère du joueur NBA Jeff Teague.

## Biographie

### Carrière universitaire
Formé au lycée de Pike à Indianapolis, il remporte en 2010, avec notamment Michael Kidd-Gilchrist la médaille d'or lors du championnat du monde de basket ball des 17 ans et moins. Lors de sa dernière saison au lycée, il est cité parmi les cinq lycéens les plus prometteurs .
Il s'engage en 2011 avec les Wildcats de l'université du Kentucky basée à Lexington après avoir décliné l'offre de l'université voisine de Louisville.
Marquis Teague est tout de suite propulsé titulaire dans l'équipe universitaire des Wildcats et ne déçoit pas : il remporte en fin de saison le championnat NCAA.

### Carrière professionnelle

#### Bulls de Chicago (2012-jan. 2014)
Teague est choisi au premier tour de la draft 2012 de la NBA (29e position) par les Bulls de Chicago.
Le 3 décembre 2013, il est envoyé en D-League, à l'Energy de l'Iowa. le lendemain, il est rappelé dans l'effectif des Bulls. Le 26 décembre, il est renvoyé en D-League. Le 15 janvier, il est rappelé dans l'effectif.

#### Nets de Brooklyn (Jan.-octobre 2014)
Le 21 janvier 2014, il est transféré aux Nets de Brooklyn contre Tornike Shengelia.

## Clubs successifs
- 2011-2012 :  Kentucky Wildcats (NCAA).
- 2012-2013 :  Bulls de Chicago (NBA).
- 2014 :  Nets de Brooklyn (NBA).

## Palmarès
- 2012 : Tournoi NCAA
- 2010 : Champion du monde de basket-ball des 17 ans et moins

## Records personnels sur une rencontre de NBA
Les records personnels de Marquis Teague, officiellement recensés par la NBA sont 
| Type statistique            | Saison régulière | Saison régulière       | Saison régulière | Playoffs | Playoffs           | Playoffs    |
| Type statistique            | Record           | Adversaire             | Date             | Record   | Adversaire         | Date        |
| --------------------------- | ---------------- | ---------------------- | ---------------- | -------- | ------------------ | ----------- |
| Points en un match          | 11               | @ Spurs de San Antonio | 6 mars 2013      | 4        | @ Nets de Brooklyn | 4 mai 2013  |
| Paniers marqués en un match | 5                | @ Nuggets de Denver    | 27 février 2013  | 2        | @ Nets de Brooklyn | 4 mai 2013  |
| Paniers tentés en un match  | 10               | Rockets de Houston     | 25 décembre 2012 | 5        | @ Nets de Brooklyn | 4 mai 2013  |
| Lancers francs réussis      | 3                | 4 fois                 |                  |          |                    |             |
| Lancers francs tentés       | 4                | 4 fois                 |                  |          |                    |             |
| Paniers à 3 points réussis  | 3                | @ Spurs de San Antonio | 6 mars 2013      | 0        |                    |             |
| Paniers à 3 points tentés   | 4                | @ Spurs de San Antonio | 6 mars 2013      | 2        | @ Nets de Brooklyn | 4 mai 2013  |
| Rebonds offensifs           | 1                | 4 fois                 |                  |          |                    |             |
| Rebonds défensifs           | 5                | Heat de Miami          | 21 février 2013  | 2        | Heat de Miami      | 10 mai 2013 |
| Rebonds totaux              | 5                | Heat de Miami          | 21 février 2013  | 2        | Heat de Miami      | 10 mai 2013 |
| Passes décisives            | 6                | Bucks de Milwaukee     | 10 décembre 2013 | 3        | 3 fois             |             |
| Interceptions               | 3                | @ Pistons de Détroit   | 7 février 2014   | 1        | 2 fois             |             |
| Contres                     | 3                | Raptors de Toronto     | 14 décembre 2013 | 1        | @ Nets de Brooklyn | 4 mai 2013  |
| Balles perdues              | 4                | 2 fois                 |                  | 1        | 2 fois             |             |
| Minutes jouées              | 28               | 2 fois                 |                  | 16       | Heat de Miami      | 13 mai 2013 |

- Double-double : 0
- Triple-double : 0